# Bert-Jan Lindeman
Bert-Jan Lindeman (Emmen, 16 giugno 1989) è un ciclista su strada olandese che corre per il VolkerWessels Cycling Team. Professionista dal 2012 (eccezion fatta per il 2014, quando militò nella Rabobank Development), ha vinto nel 2015 una tappa alla Vuelta a España.

## Palmarès

### Strada
- 2008 (Asito Cyclingteam)

Prix des Flandres Françaises
- 2010 (Cyclingteam Jo Piels)

Ster van Zwolle
3ª tappa Tour de Gironde (Fargues-de-Langon > Villenave-d'Ornon)
- 2012 (Vacansoleil, una vittoria)

Ronde van Drenthe
- 2014 (Rabobank Development Team)

Ster van Zwolle
Classifica generale Tour de Bretagne
3ª tappa Tour de l'Ain (Lagnieu > Lélex)
Classifica generale Tour de l'Ain
- 2015 (Lotto NL-Jumbo, una vittoria)

7ª tappa Vuelta a España (Jódar > La Alpujarra)

#### Altri successi
- 2010 (Cyclingteam Jo Piels)

Classifica giovani Festningsrittet
- 2012 (Vacansoleil - DCM)

Classifica scalatori Etoile de Bessèges

### Mountain bike
- 2015

Geopark Hondsrug Classic (Marathon)

## Piazzamenti

### Grandi Giri
- Giro d'Italia

2015: 95º
2018: 114º
2021: 122º
- Tour de France

2016: 94º
- Vuelta a España

2012: 143º
2015: 99º
2017: 110º
2018: 136º
2021: 130º

### Classiche monumento
- Milano-Sanremo

2012: 125º
2013: 109º
2015: 91º
2020: 110º
2021: 141º
- Giro delle Fiandre

2013: 71º
2020: ritirato
- Parigi-Roubaix

2012: 49º
2013: ritirato
- Liegi-Bastogne-Liegi

2015: ritirato
2016: 80º
2017: ritirato
2018: ritirato
2019: 84º
- Giro di Lombardia

2015: ritirato
2016: ritirato

### Competizioni mondiali
- Campionati del mondo

Copenaghen 2011 - In linea Under-23: 64º
Limburgo 2012 - In linea: 100º
Toscana 2013 - Cronometro a squadre: 16º

### Competizioni europee
- Campionati europei

Plumelec 2016 - In linea Elite: ritirato